# Leandro González Pirez
Leandro Gonzáles Pirez (Buenos Aires, 26 februari 1992) is een Argentijnse verdediger. Op 10/2/2014 raakte bekend dat Pirez AA Gent verlaten heeft en een contract getekend bij Arsenal Sarandi.

## Carrière

### River Plate
Hij maakte zijn debuut voor de club op de zevende speeldag in de Clausura, wat het tweede deel van de Argentijnse competitie is, tegen CA Newell's Old Boys door te winnen met 2-1. Pirez viel in voor Erik Lamela.
In het seizoen 2012-2013 kwam de doorbraak voor de toen 20-jarige speler. Hij kwam toen 24 keer in actie in de Argentijnse competitie.

### KAA Gent
In juli 2013 tekende hij bij KAA Gent een huurcontract voor een seizoen. De Belgische club kon ook nog een aankoopoptie afdwingen bij River Plate.

## Statistieken
| Seizoen         | Club            | Land                | Competitie                    | Competitie | Competitie | Beker | Beker | Internationaal | Internationaal | Totaal | Totaal |
| Seizoen         | Club            | Land                | Competitie                    | Wed.       | Dlp.       | Wed.  | Dlp.  | Wed.           | Dlp.           | Wed.   | Dlp.   |
| --------------- | --------------- | ------------------- | ----------------------------- | ---------- | ---------- | ----- | ----- | -------------- | -------------- | ------ | ------ |
| 2010/11         | CA River Plate  | Vlag van Argentinië | Primera División de Argentina | 5          | 0          | 0     | 0     | 0              | 0              | 5      | 0      |
| 2011/12         | CA River Plate  | Vlag van Argentinië | Primera División de Argentina | 9          | 0          | 5     | 0     | 0              | 0              | 14     | 0      |
| 2012/13         | CA River Plate  | Vlag van Argentinië | Primera División de Argentina | 24         | 1          | 0     | 0     | 0              | 0              | 24     | 1      |
| 2013/14         | KAA Gent        | Vlag van België     | Jupiler Pro League            | 7          | 0          | 1     | 0     | 0              | 0              | 8      | 0      |
| Carrière totaal | Carrière totaal | Carrière totaal     | Carrière totaal               | 45         | 1          | 6     | 0     | 0              | 0              | 51     | 1      |